# Liste der Lieder der Donots
Die folgende Liste ist eine Aufzählung aller Liedveröffentlichungen der deutschen Alternative-Rock-Band Donots von 1996 bis 2023.
| Songtitel                                           | Jahr      | Album                                                         | Länge       | Anmerkung |
| --------------------------------------------------- | --------- | ------------------------------------------------------------- | ----------- | --- |
| Ellbow and a Smile                                  | 1996      | Pedigree Punk                                                 | 3:44        | |
| Yestertomorrow                                      | 1996      | Pedigree Punk                                                 | 3:12        | |
| Fight Instead                                       | 1996      | Pedigree Punk                                                 | 3:42        | |
| Feeble                                              | 1996      | Pedigree Punk                                                 | 2:08        | |
| Personality Clash                                   | 1996      | Pedigree Punk                                                 | 3:25        | |
| Little Song                                         | 1996      | Pedigree Punk                                                 | 2:19        | |
| Gentle Way                                          | 1996      | Pedigree Punk                                                 | 3:28        | |
| Needful Things                                      | 1996      | Pedigree Punk                                                 | 3:46        | |
| Awakening                                           | 1996      | Pedigree Punk                                                 | 3:30        | |
| You Cannot                                          | 1998/1999 | Tonight’s Karaoke-Contest Winners / Better Days Not Inclueded | 3:33 / 3:17 | Auf zwei Alben in verschiedenen Versionen |
| Word Play                                           | 1998/1999 | Tonight’s Karaoke-Contest Winners / Better Days Not Inclueded | 3:48 / 3:46 | Auf zwei Alben in verschiedenen Versionen |
| True Faith                                          | 1998/1999 | Tonight’s Karaoke-Contest Winners / Better Days Not Inclueded | 4:59 / 4:11 | Auf zwei Alben in verschiedenen Versionen – New Order Cover |
| Rock, Paper, Scissors                               | 1998      | Tonight’s Karaoke-Contest Winners                             | 3:44        | |
| Ashes                                               | 1998      | Tonight’s Karaoke-Contest Winners                             | 4:41        | |
| ...                                                 | 1998      | Tonight’s Karaoke-Contest Winners                             | 0:29        | Verschiedene Audiostücke – Kein Name |
| Embrace And Price                                   | 1998      | Tonight’s Karaoke-Contest Winners                             | 3:19        | |
| Got Some Nerve                                      | 1998/1999 | Tonight’s Karaoke-Contest Winners / Better Days Not Inclueded | 5:43 / 5:51 | Auf zwei Alben in verschiedenen Versionen |
| Reminder                                            | 1998      | Tonight’s Karaoke-Contest Winners                             | 4:31        | |
| Intro                                               | 1999      | Better Days Not Inclueded                                     | 0:22        | Gesungen von einem spanischen Gärtner (Name unbekannt) |
| Nothing Left                                        | 1999      | Better Days Not Inclueded                                     | 3:09        | |
| Outshine The World                                  | 1999      | Better Days Not Inclueded                                     | 3:29        | Erste Single – Lied zur Snowboard-Weltmeisterschaften 1999 |
| The Story So Far                                    | 1999      | Better Days Not Inclueded                                     | 4:44        | |
| Suitcase Life                                       | 1999      | Better Days Not Inclueded                                     | 4:01        | |
| 16 Tons                                             | 1999      | Better Days Not Inclueded                                     | 3:49        | |
| Cranky Person                                       | 1999      | Better Days Not Inclueded                                     | 3:14        | |
| Static                                              | 1999      | Better Days Not Inclueded                                     | 3:20        | |
| The One Song                                        | 1999      | Better Days Not Inclueded                                     | 3:41        | |
| Outro                                               | 1999      | Better Days Not Inclueded                                     | 1:10        | Gesungen von einem spanischen Gärtner (Name unbekannt) |
| I Quit                                              | 2001      | Pocket Rock                                                   | 3:06        | |
| Whatever Happend to the 80s                         | 2001      | Pocket Rock                                                   | 3:44        | Zweite Single – Erster Song der Band, der im Radio lief. Eine Version von Nights in White Satin wurde ebenfalls aufgenommen.                                                         |
| Superhero                                           | 2001      | Pocket Rock                                                   | 3:27        | Dritte Single |
| Today                                               | 2001      | Pocket Rock                                                   | 3:31        | Vierte Single |
| Don’t You Know                                      | 2001      | Pocket Rock                                                   | 2:39        | |
| Room with a View                                    | 2001      | Pocket Rock                                                   | 4:01        | Fünfte Single – Musikvideo wurde aufgrund der Gewalt und dem Zeitraum der Terroranschläge am 11. September 2001 nur selten gezeigt. Song zum Film Swimming Pool – Der Tod feiert mit |
| Watch You Fall                                      | 2001      | Pocket Rock                                                   | 3:20        | |
| In Too Deep                                         | 2001      | Pocket Rock                                                   | 3:10        | |
| Radio Days                                          | 2001      | Pocket Rock                                                   | 3:05        | |
| Hot Rod                                             | 2001      | Pocket Rock                                                   | 3:00        | |
| Jaded                                               | 2001      | Pocket Rock                                                   | 4:04        | Arnim Teutoburg-Weiß der Band Beatsteaks ist als Sänger mit vertreten. |
| At 23                                               | 2001      | Pocket Rock                                                   | 4:05        | |
| No Means No                                         | 2001      | Pocket Rock                                                   | 3:25        | Bonus Lied – Später auch auf dem Best-of-Album The Story So Far – Ibbtown Chronicles erhältlich                                                                                      |
| Get It Right                                        | 2001      | Pocket Rock                                                   | 1:52        | Bonus Lied – Später auch auf dem Best-of-Album The Story So Far – Ibbtown Chronicles erhältlich                                                                                      |
| Private Angel                                       | 2001      | Pocket Rock                                                   | 4:00        | Bonus Lied |
| Next to You                                         | 2001      | Pocket Rock                                                   | 2:34        | Bonus Lied – Später auch auf dem Best-of-Album The Story So Far – Ibbtown Chronicles erhältlich                                                                                      |
| Practice                                            | 2001      | Pocket Rock                                                   | 3:07        | Bonus Lied – Später auch auf dem Best-of-Album The Story So Far – Ibbtown Chronicles erhältlich                                                                                      |
| Backstabbing                                        | 2001      | Engel und Joe Soundtrack                                      | 1:56        | Soundtrack zum Film Engel und Joe |
| Get Going                                           | 2002      | Amplify the Good Times                                        | 2:53        | |
| Saccharine Smile                                    | 2002      | Amplify the Good Times                                        | 3:18        | Sechste Single |
| Friends (Fucked)                                    | 2002      | Amplify the Good Times                                        | 1:57        | |
| Hours Away                                          | 2002      | Amplify the Good Times                                        | 4:21        | |
| Big Mouth                                           | 2002      | Amplify the Good Times                                        | 3:28        | Siebte Single |
| Lady Luck                                           | 2002      | Amplify the Good Times                                        | 2:24        | |
| That’s Armageddon                                   | 2002      | Amplify the Good Times                                        | 3:31        | |
| Rollercoaster                                       | 2002      | Amplify the Good Times                                        | 2:46        | |
| My Stereos a Liar                                   | 2002      | Amplify the Good Times                                        | 4:08        | |
| Worst Friend – Beste Enemy                          | 2002      | Amplify the Good Times                                        | 3:45        | |
| Up Song                                             | 2002      | Amplify the Good Times                                        | 4:09        | |
| Someone to Blame                                    | 2002      | Amplify the Good Times                                        | 3:33        | |
| Oh Yeah Oh Yeah                                     | 2002      | Amplify the Good Times                                        | 2:53        | |
| Private Angel (Alternate Version)                   | 2002      | Amplify the Good Times                                        | 4:02        | Zu Hören im Film Engel und Joe |
| Pills & Kisses                                      | 2002      | Amplify the Good Times                                        | 3:05        | Bonuslied – später auch auf dem Best-of-Album The Story So Far – Ibbtown Chronicles erhältlich                                                                                       |
| Worlds Collide                                      | 2002      | Amplify the Good Times                                        | 3:59        | Bonuslied – später auch auf dem Best-of-Album The Story So Far – Ibbtown Chronicles erhältlich                                                                                       |
| Cheap Way Out                                       | 2002      | Amplify the Good Times                                        | 3:56        | Bonuslied – später auch auf dem Best-of-Album The Story So Far – Ibbtown Chronicles erhältlich                                                                                       |
| Ausgebombt                                          | 2002      |                                                               | 3:25        | Sodom-Cover – unveröffentlicht |
| Protest-Song                                        | 2003      |                                                               | 3:04        | Als Download verfügbar, mit Anti-Flag und ZSK aufgenommen |
| We’re Not Gonna Take It                             | 2003      | We're Not Gonna Take It EP                                    | 3:35        | Twisted-Sister-Cover – achte Single |
| Bad to the Bone                                     | 2003      | We're Not Gonna Take It EP                                    | 4:50        | Running-Wild-Cover |
| Got the Time                                        | 2003      | We're Not Gonna Take It EP                                    | 2:47        | Anthrax-Cover bzw. Cover von Joe Jackson |
| School’s Out                                        | 2003      | We're Not Gonna Take It EP                                    | 3:31        | Alice-Cooper-Cover |
| All We Are                                          | 2003      | We're Not Gonna Take It EP                                    | 2:48        | Warlock-Cover |
| We Got the Noise                                    | 2004      | Got the Noise                                                 | 3:46        | Neunte Single |
| Knowledge                                           | 2004      | Got the Noise                                                 | 2:57        | |
| Wretched Boy                                        | 2004      | Got the Noise                                                 | 3:39        | |
| It’s Over                                           | 2004      | Got the Noise                                                 | 3:36        | |
| Disappear                                           | 2004      | Got the Noise                                                 | 2:53        | |
| Life Ain’t Gonna Wait                               | 2004      | Got the Noise                                                 | 3:51        | |
| Alright Now                                         | 2004      | Got the Noise                                                 | 3:20        | |
| Good-Bye Routine                                    | 2004      | Got the Noise                                                 | 2:51        | Zehnte Single – letzte Single unter Gun Records |
| w                                                   | 2004      | Got the Noise                                                 | 3:04        | |
| The Jerk Parade                                     | 2004      | Got the Noise                                                 | 2:58        | |
| Cough It Up                                         | 2004      | Got the Noise                                                 | 2:58        | |
| Better Days (Not Inclueded)                         | 2004      | Got the Noise                                                 | 2:28        | |
| Punchline                                           | 2004      | Got the Noise                                                 | 2:50        | |
| Hey Kids                                            | 2004      | Got the Noise                                                 | 3:37        | Bonuslied – später auch auf dem Best-of-Album The Story So Far – Ibbtown Chronicles erhältlich                                                                                       |
| Simple                                              | 2004      | Got the Noise                                                 | 3:10        | Bonuslied – später auch auf dem Best-of-Album The Story So Far – Ibbtown Chronicles erhältlich                                                                                       |
| Broken Halo                                         | 2004      | Got the Noise                                                 | 4:03        | Bonuslied – später auch auf dem Best-of-Album The Story So Far – Ibbtown Chronicles erhältlich                                                                                       |
| Out of Line                                         | 2004      | Got the Noise                                                 | 3:22        | Bonuslied – später auch auf dem Best-of-Album The Story So Far – Ibbtown Chronicles erhältlich                                                                                       |
| Bittersweet                                         | 2004      | Got the Noise                                                 | 3:51        | Bonuslied – später auch auf dem Best-of-Album The Story So Far – Ibbtown Chronicles erhältlich                                                                                       |
| Solitary                                            | 2004      | Got the Noise                                                 | 4:02        | Bonuslied – später auch auf dem Best-of-Album The Story So Far – Ibbtown Chronicles erhältlich                                                                                       |
| Times Up                                            | 2004      | Rock Against Bush Vol.2                                       | 3:23        | Später auf dem Best-of-Album The Story So Far – Ibbtown Chronicles erhältlich |
| Duck and Cover                                      | 2006      | The Story So Far – Ibbtown Chronicles                         | 3:55        | |
| Play Dead                                           | 2006      | The Story So Far – Ibbtown Chronicles                         | 3:29        | |
| Ich töte meinen Nachbarn und verprügel seine Leiche | 2006      | The Story So Far – Ibbtown Chronicles                         | 1:57        | Kassierer-Cover – später ebenfalls veröffentlicht auf der We Took the Long Way Home EP                                                                                               |
| There’s a Tunnel at the End of the Light            | 2008      | Coma Chameleon                                                | 0:37        | Intro – Stimme von Pete Vuckovic |
| Break My Stride                                     | 2008      | Coma Chameleon                                                | 3:12        | Musikvideo aber keine Single |
| Pick Up the Pieces                                  | 2008      | Coma Chameleon                                                | 3:00        | Musikvideo aber keine Single |
| Headphones                                          | 2008      | Coma Chameleon                                                | 3:44        | |
| New Hope for the Dead                               | 2008      | Coma Chameleon                                                | 3:20        | Musikvideo, aber keine Single |
| Anything                                            | 2008      | Coma Chameleon                                                | 3:10        | |
| To Hell with Love                                   | 2008      | Coma Chameleon                                                | 1:34        | Gesungen vom Gitarristen Guido Knollmann |
| Stop the Clocks                                     | 2008      | Coma Chameleon                                                | 4:11        | Elfte Single |
| The Right Kind of Wrong                             | 2008      | Coma Chameleon                                                | 3:50        | Musikvideo aber keine Single |
| This Is Not a Drill                                 | 2008      | Coma Chameleon                                                | 2:48        | |
| Killing Time                                        | 2008      | Coma Chameleon                                                | 3:20        | |
| Somewhere Someday                                   | 2008      | Coma Chameleon                                                | 3:56        | Outro gesungen von Walter Schreifels |
| Second Best                                         | 2008      | Coma Chameleon                                                | 3:24        | Bonuslied – später ebenfalls veröffentlicht auf der We Took the Long Way Home EP |
| Drag the River                                      | 2008      | Coma Chameleon                                                | 3:13        | Bonuslied |
| Let Me Let You Down                                 | 2008      | Coma Chameleon                                                | 3:25        | Bonuslied |
| City Lights                                         | 2008      | Coma Chameleon                                                | 2:55        | Bonuslied – später ebenfalls veröffentlicht auf der We Took the Long Way Home EP |
| The Outside                                         | 2008      |                                                               | 1:33        | Unveröffentlicht |
| Hold Out                                            | 2008      |                                                               | 2:25        | Unveröffentlicht – vorgespielt im Podcast der Band |
| Creeping Death                                      | 2008      | A German Tribute To Metallica                                 |             | Metallica-Cover |
| Changes                                             | 2010      | The Long Way Home                                             | 3:27        | Intro gesprochen von Chuck Ragane |
| Calling                                             | 2010      | The Long Way Home                                             | 3:03        | Zwölfte Single |
| Forever Ends Today                                  | 2010      | The Long Way Home                                             | 3:35        | Dreizehnte Single |
| High & Dry                                          | 2010      | The Long Way Home                                             | 3:32        | |
| Let It Go                                           | 2010      | The Long Way Home                                             | 3:20        | Musikvideo aber keine Single |
| Dead Man Walking                                    | 2010      | The Long Way Home                                             | 3:01        | Musikvideo aber keine Single – gesungen vom Gitarristen Guido Knollmann |
| Make Believe                                        | 2010      | The Long Way Home                                             | 2:41        | |
| The Years Gone By                                   | 2010      | The Long Way Home                                             | 2:06        | |
| Who You Are                                         | 2010      | The Long Way Home                                             | 3:30        | |
| Hello Knife                                         | 2010      | The Long Way Home                                             | 3:14        | |
| Parade of One                                       | 2010      | The Long Way Home                                             | 5:14        | Publikum aufgenommen bei einer Show als Support für Die Toten Hosen |
| Shoot the Moon                                      | 2010      | The Long Way Home                                             | 3:04        | Bonuslied – später ebenfalls veröffentlicht auf der We Took the Long Way Home EP |
| Too Young to Be Old                                 | 2010      | The Long Way Home                                             | 3:11        | |
| You Got What You Wanted                             | 2010      | The Long Way Home                                             | 2:52        | Bonuslied, das die Band den Fans zum Download bereitstellte, die sich und das Album The Long Way Home fotografierten                                                                 |
| Run Run Run                                         | 2010      |                                                               | 1:54        | Unveröffentlicht |
| We Took the Long Way Home                           | 2010      | We Took the Long Way Home EP                                  | 3:10        | |
| Wake the Dogs                                       | 2012      | Wake the Dogs                                                 | 3:14        | Musikvideo, aber keine Single |
| Into the Grey                                       | 2012      | Wake the Dogs                                                 | 2:42        | |
| Come Away with Me                                   | 2012      | Wake the Dogs                                                 | 3:36        | Vierzehnte Single |
| You're So Yesterday                                 | 2012      | Wake the Dogs                                                 | 3:09        | Musikvideo aber keine Single |
| Don’t Ever Look Down                                | 2012      | Wake the Dogs                                                 | 2:22        | |
| Born a Wolf                                         | 2012      | Wake the Dogs                                                 | 2:27        | Gesungen vom Gitarristen Guido Knollmann |
| Control                                             | 2012      | Wake the Dogs                                                 | 2:56        | |
| Solid Gold                                          | 2012      | Wake the Dogs                                                 | 2:34        | |
| You Got It                                          | 2012      | Wake the Dogs                                                 | 3:21        | Gesungen vom Gitarristen Guido Knollmann |
| I Don’t Wanna Wake Up                               | 2012      | Wake the Dogs                                                 | 2:48        | |
| Chasing the Sky                                     | 2012      | Wake the Dogs                                                 | 3:33        | |
| All You Ever Wanted                                 | 2012      | Wake the Dogs                                                 | 3:24        | |
| Manifesto                                           | 2012      | Wake the Dogs                                                 | 3:11        | |
| So Long                                             | 2012      | Wake the Dogs                                                 | 3:51        | Mit Frank Turner – fünfzehnte Single |
| After All                                           | 2012      | Wake the Dogs                                                 | 3:40        | Bonuslied |
| Going Through the Motions                           | 2012      | Wake the Dogs                                                 | 3:03        | Mit Frank Turner – Bonuslied |
| Head Meets Wall                                     | 2012      | Wake the Dogs                                                 | 3:34        | Bonuslied |
| My Side of the Street                               | 2012      | Wake the Dogs                                                 | 3:44        | Bonuslied |
| Creeping Death                                      | 2012      |                                                               | 3:42        | Metallica-Cover |
| Das Neue bleibt beim Alten                          | 2014      | Das Neue bleibt beim Alten                                    | 2:02        | Mit Tim McIlrath – sechzehnte Single – erstes eigenes Lied in deutscher Sprache |
| Do They Know It’s Christmas?                        | 2014      | Band Aid 30 Germany                                           | 3:55        | Mit 29 anderen Interpreten – siebzehnte Single – Platz 1 der deutschen Charts |
| Ich mach nicht mehr mit                             | 2015      | Karacho                                                       | 3:21        | Musikvideo, aber keine Single |
| Dann ohne mich                                      | 2015      | Karacho                                                       | 3:28        | Musikvideo, aber keine Single – Beitrag für den Bundesvision Song Contest 2015, der Platz 2 erlangen konnte                                                                          |
| Junger Mann zum Mitleiden gesucht                   | 2015      | Karacho                                                       | 3:19        | |
| Problem kein Problem                                | 2015      | Karacho                                                       | 3:02        | Musikvideo, aber keine Single – gesungen vom Gitarristen Guido Knollmann |
| Du darfst niemals glücklich sein                    | 2015      | Karacho                                                       | 3:15        | |
| Kaputt                                              | 2015      | Karacho                                                       | 1:58        | |
| Weiter                                              | 2015      | Karacho                                                       | 3:13        | |
| Kopf bleibt oben                                    | 2015      | Karacho                                                       | 3:36        | |
| Hier also weg                                       | 2015      | Karacho                                                       | 2:55        | Musikvideo, aber keine Single |
| Straßenköter                                        | 2015      | Karacho                                                       | 3:46        | |
| Das Ende der Welt ist längst vorbei                 | 2015      | Karacho                                                       | 3:16        | |
| Besser als das                                      | 2015      | Karacho                                                       | 3:33        | |
| Immer noch                                          | 2015      | Karacho                                                       | 3:56        | |
| Hansaring 2:10 Uhr                                  | 2015      | Karacho                                                       | 1:32        | Musikvideo, aber keine Single |
| Verdammt, Uns Gab’s Schon                           | 2015      | Karacho                                                       | 1:43        | Bonuslied |
| Verlieren verloren                                  | 2015      | Karacho                                                       | 3:53        | Bonuslied |
| Kniffelturnier auf der Gorch Fock                   | 2015      | Karacho                                                       | 0:58        | Bonuslied |
| Zyklop Dukado                                       | 2015      | Karacho                                                       | 1:51        | Bonuslied |
| I Will Deny                                         | 2016      | ¡Carajo!                                                      | 3:21        | Englische Version von Ich mach nicht mehr mit |
| No Part of It                                       | 2016      | ¡Carajo!                                                      | 3:28        | Englische Version von Dann ohne mich |
| All the Weight of the World                         | 2016      | ¡Carajo!                                                      | 3:19        | Englische Version von Junger Mann zum Mitleiden gesucht |
| Problem What Problem                                | 2016      | ¡Carajo!                                                      | 3:02        | Englische Version von Problem kein Problem - gesungen vom Gitarristen Guido Knollmann                                                                                                |
| You Can Never Be Alright                            | 2016      | ¡Carajo!                                                      | 3:15        | Englische Version von Du darfst niemals glücklich sein |
| Damage                                              | 2016      | ¡Carajo!                                                      | 1:58        | Englische Version von Kaputt |
| Faster                                              | 2016      | ¡Carajo!                                                      | 3:13        | Englische Version von Weiter |
| Head Up High                                        | 2016      | ¡Carajo!                                                      | 3:36        | Englische Version von Kopf bleibt oben |
| I'm on My Back                                      | 2016      | ¡Carajo!                                                      | 2:55        | Englische Version von Hier also weg |
| Stray Dog                                           | 2016      | ¡Carajo!                                                      | 3:46        | Englische Version von Straßenköter |
| The End of the World Was Yesterday                  | 2016      | ¡Carajo!                                                      | 3:16        | Englische Version von Das Ende der Welt ist längst vorbei |
| Better Than That                                    | 2016      | ¡Carajo!                                                      | 3:33        | Englische Version von Besser als das |
| No Matter What                                      | 2016      | ¡Carajo!                                                      | 3:56        | Englische Version von Immer noch |
| Camden Station 1 AM                                 | 2016      | ¡Carajo!                                                      | 1:32        | Englische Version von Hansaring 2:10 Uhr |
| Geschichten vom Boden                               | 2018      | Lauter als Bomben                                             | 3:29        | |
| Keiner kommt hier lebend raus                       | 2018      | Lauter als Bomben                                             | 3:21        | Siebzehnte Single - Wurde 2017 auf einer Split Vinyl mit Adam Angst veröffentlicht                                                                                                   |
| Rauschen (auf jeder Frequenz)                       | 2018      | Lauter als Bomben                                             | 2:54        | Achtzehnte Single |
| Aschesammeln                                        | 2018      | Lauter als Bomben                                             | 3:05        | |
| Alle Zeit der Welt                                  | 2018      | Lauter als Bomben                                             | 3:03        | Musikvideo, aber keine Single |
| Whatever Forever                                    | 2018      | Lauter als Bomben                                             | 1:51        | Musikvideo, aber keine Single |
| Das Dorf war L.A.                                   | 2018      | Lauter als Bomben                                             | 1:09        | Gesungen vom Gitarristen Guido Knollmann |
| Eine letzte letzte Runde                            | 2018      | Lauter als Bomben                                             | 3:53        | Neunzehnte Single - gesungen vom Gitarristen Guido Knollmann |
| Gegenwindsurfen                                     | 2018      | Lauter als Bomben                                             | 2:23        | Musikvideo, aber keine Single - mit Jan von Turbostaat |
| Apollo Creed                                        | 2018      | Lauter als Bomben                                             | 3:02        | |
| Der Trick mit dem Fliegen                           | 2018      | Lauter als Bomben                                             | 2:06        | |
| Das alles brauch ich jetzt                          | 2018      | Lauter als Bomben                                             | 2:55        | |
| Heute Pläne, morgen Konfetti                        | 2018      | Lauter als Bomben                                             | 3:04        | |
| Piano Mortale                                       | 2018      | Lauter als Bomben                                             | 2:26        | Bonuslied - Musikvideo, aber keine Single |
| Schabonika Girmondis                                | 2018      | Lauter als Bomben                                             | 2:08        | Bonuslied |
| Ösel aus Nürnberg hat Geburtstag                    | 2018      | Lauter als Bomben                                             | 1:41        | Bonuslied |
| Welke Blumen                                        | 2018      | Piano Mortale EP                                              | 1:47        | |
| Endlich alles gut                                   | 2018      | Piano Mortale EP                                              | 2:38        | |
| Ivan Drago                                          | 2018      | Piano Mortale EP                                              | 3:01        | |
| Scheißegal                                          | 2019      | Silverhochzeit                                                | 3:29        | Musikvideo, aber keine Single |
| Versagt, getan                                      | 2019      | Versagt, getan                                                | 0:54        | Veröffentlichung im Rahmen der 3SAT Sendung Wahnsinnswerke, später auch auf Help4Nepal Vol. 2 – United we stand                                                                      |
| Willkommen Zuhaus                                   | 2020      | Willkommen Zuhaus                                             | 3:19        | Zwanzigste Single - Benefiz Veröffentlichung |
| Willkommen Zuhaus Live in Jamel                     | 2020      | Willkommen Zuhaus                                             | 4:09        | |
| Lied vom Wecken                                     | 2020      | Giraffenaffen 6                                               | 3:14        | Samplerbeitrag |
| Merry Christmas (I Don't Want to Fight Tonight)     | 2020      | Merry Christmas (I Don't Want to Fight Tonight)               | 2:06        | Ramones Cover - Feat. Cecilia Boström und CJ Ramone |
| Intro                                               | 2020      | Birthday Slams Live                                           | 1:44        | Intro (Live aus Berlin) |
| Ich mach nicht mehr mit                             | 2020      | Birthday Slams Live                                           | 3:24        | Live in Berlin aufgenommen |
| Calling                                             | 2020      | Birthday Slams Live                                           | 4:07        | Live in Berlin aufgenommen, Singleauskopplung |
| Wake the Dogs                                       | 2020      | Birthday Slams Live                                           | 3:25        | Live in Berlin aufgenommen |
| Dead Man Walking                                    | 2020      | Birthday Slams Live                                           | 3:06        | Live in Wiesbaden aufgenommen |
| Geschichten vom Boden                               | 2020      | Birthday Slams Live                                           | 3:29        | Live in Hamburg aufgenommen |
| Saccharine Smile                                    | 2020      | Birthday Slams Live                                           | 4:18        | Live in Hamburg aufgenommen |
| Kaputt                                              | 2020      | Birthday Slams Live                                           | 4:18        | Liveversion aus Berlin mit Antilopen Gang |
| Superhero                                           | 2020      | Birthday Slams Live                                           | 4:33        | Liveversion aus Ibbenbüren mit Vom Ritchie |
| Scheißegal                                          | 2020      | Birthday Slams Live                                           | 3:28        | Live in Hamburg aufgenommen |
| Keiner kommt hier lebend raus                       | 2020      | Birthday Slams Live                                           | 3:29        | Live in Wiesbaden aufgenommen |
| Stop the Clocks                                     | 2020      | Birthday Slams Live                                           | 4:07        | Live in Düsseldorf aufgenommen |
| Gegenwindsurfen                                     | 2020      | Birthday Slams Live                                           | 3:13        | Liveversion aus Berlin mit Jan Widmeier |
| Das Dorf war L.A.                                   | 2020      | Birthday Slams Live                                           | 1:10        | Live in Ibbenbüren aufgenommen |
| Eine letzte, letzte Runde                           | 2020      | Birthday Slams Live                                           | 5:29        | Live in Ibbenbüren aufgenommen |
| Dann ohne mich                                      | 2020      | Birthday Slams Live                                           | 3:54        | Live in Ibbenbüren aufgenommen |
| Problem, kein Problem                               | 2020      | Birthday Slams Live                                           | 3:22        | Liveversion mit Sammy Amara |
| Whatever Happened to the 80s                        | 2020      | Birthday Slams Live                                           | 4:53        | Live in Wiesbaden aufgenommen |
| We’re Not Gonna Take It                             | 2020      | Birthday Slams Live                                           | 4:08        | Live in Wiesbaden aufgenommen, Twisted Sister-Cover |
| Willkommen Zuhaus                                   | 2020      | Birthday Slams Live                                           | 4:16        | Live in Ibbenbüren aufgenommen |
| So Long                                             | 2020      | Birthday Slams Live                                           | 8:07        | Live in Ibbenbüren aufgenommen |
| So Long                                             | 2020      | Single                                                        | 9:02        | Single-Edit, live aus Ibbenbüren |
| Heut ist ein guter Tag                              | 2023      | Heut ist ein guter Tag                                        | 0:11        | |
| Auf sie mit Gebrüll                                 | 2023      | Heut ist ein guter Tag                                        | 2:55        | 23. Single |
| Augen sehen                                         | 2023      | Heut ist ein guter Tag                                        | 1:53        | 22. Single - gesungen vom Gitarristen Guido Knollmann |
| 9 Leben                                             | 2023      | Heut ist ein guter Tag                                        | 3:28        | |
| Längst noch nicht vorbei                            | 2023      | Heut ist ein guter Tag                                        | 3:34        | Musikvideo, aber keine Single - gesungen vom Gitarristen Guido Knollmann |
| 1.21 Gigawatt                                       | 2023      | Heut ist ein guter Tag                                        | 1:47        | |
| Hunde los                                           | 2023      | Heut ist ein guter Tag                                        | 2:48        | 24. Single |
| Kometen                                             | 2023      | Heut ist ein guter Tag                                        | 3:27        | |
| Traurige Roboter                                    | 2023      | Heut ist ein guter Tag                                        | 3:17        | |
| Apokalypse Stehplatz Innenraum                      | 2023      | Heut ist ein guter Tag                                        | 2:20        | Musikvideo, aber keine Single - gesungen von der gesamten Band |
| Es tut nur weh, wenn ich lache                      | 2023      | Heut ist ein guter Tag                                        | 2:03        | |
| Radikale Passivisten                                | 2023      | Heut ist ein guter Tag                                        | 2:33        | |
| Solange wir uns haben                               | 2023      | Heut ist ein guter Tag                                        | 2:31        | |
| Hey Ralph                                           | 2023      | Heut ist ein guter Tag                                        | 3:43        | 21. Single |
| Endlich Irgendwo                                    | 2023      | Heut ist ein guter Tag                                        | 5:38        | |
| Anlegen, Feuer, Zielen                              | 2023      | Bruch & Dalles 3                                              | 3:33        | |
| Tanz der Trümmerhaufen                              | 2023      | Bruch & Dalles 3                                              | 3:21        | |
| Chefstöberer Jokus                                  | 2023      | Bruch & Dalles 3                                              | 0:10        | |
| Kein Applaus                                        | 2023      | Bruch & Dalles 3                                              | 3:03        | |
| Das Neueste Testament                               | 2023      | Bruch & Dalles 3                                              | 3:18        | |
| Flugschreiber                                       | 2023      | Bruch & Dalles 3                                              | 0:07        | |
| Beim Kapern hapert's                                | 2023      | Bruch & Dalles 3                                              | 0:41        | |
| Suhsman Lot                                         | 2023      | Bruch & Dalles 3                                              | 2:38        | |
| Sultan schmeckt's wirklich                          | 2023      | Bruch & Dalles 3                                              | 1:29        | |
| Dentalreissen                                       | 2023      | Bruch & Dalles 3                                              | 2:43        | |
| Bescheidene Schweine                                | 2023      | Bruch & Dalles 3                                              | 0:14        | |
| Die Bärbel                                          | 2023      | Bruch & Dalles 3                                              | 1:56        | |
| Pizza Pope                                          | 2023      | Bruch & Dalles 3                                              | 2:32        | |
| Tolle Köpper                                        | 2023      | Bruch & Dalles 3                                              | 0:24        | |